# 廖晓琴
廖晓琴（1982年6月29日—），中国大陆女演员，毕业于北京电影学院表演本科管理系。因出演《还君明珠》中杨红一角而走红。

## 作品

### 舞 剧
- 大型民族舞剧《山水谣》

### 音乐艺术片
- 《罗祖蚕娘》
- 《龙船调》

### 电视剧
| 年度   | 劇名                      | 角色     | 合作演員 | 備註                   |
| 2002年 | 《众里寻她千百度》        | 滕小宁   | 张铁林、斯琴高娃、刘金山、李诚儒、盖克、李芯逸、卡迪琳娜                                                                                                 |                        |
| 2003年 | 《人生几度秋凉》          | 含玉     | 张铁林、李诚儒、李立群、李依晓、张博、史依弘、万宏杰、雷镇语、沙景昌、马叔良、贾雨岚、颜丙燕、斯琴高娃、英达、李丁、刘金山、王辉、刘桂娟、袁慧琴、王之夏 |                        |
| 2005年 | 《无字碑歌》              | 上官婉儿 | 张铁林、斯琴高娃、温峥嵘、方旭、刘金山、颜丙燕、谢金天、李芯逸、刘威、英达、李丁                                                                         |                        |
| 2006年 | 《北平小姐》/《北平往事》 | 林凤仙   | 韩雪、何冰、杨若兮、窦智孔、刘威、陈道明、蔡裴琳、邹宗胜、赵静、李凤绪、宋佳、倪景阳、朱泳腾、阎沛、康爱石、郭德纲、于谦                                 |                        |
| 2007年 | 《还君明珠》              | 杨虹     | 董洁、李宗翰、黄少祺、李立群、刘雪华、刘燕、刘至翰、沈孟生、张丹峰、孙兴、戴春荣                                                                         | 杨佩佩"经典三部曲"之一 |
| 2008年 | 《春去春又回》            | 刘青青   | 李宗翰、戴娇倩、黄少祺、连凯、徐麒雯、江宏恩、李立群、万弘杰、饶敏莉、劉雪華、沈孟生、顧寶明、戴春荣、刘燕燕、岳躍利、赵丽颖、杨宝龙、舒耀瑄、马杰、王坤 | 杨佩佩"经典三部曲"之一 |
| 2009年 | 《侬本多情》              | 白萍     | 黄少祺、贾静雯、孙兴、高鑫、陈龙、冯绍峰、何赛飞、许榕真、于洪亮、徐麒文、刘燕                                                                           | 杨佩佩"经典三部曲"之一 |

### 广告
- 舒蕾沐浴露
- 风影洗发水

## 奖项
- 凭借大型民族舞剧《山水谣》获全国文化奖及武汉市“江花杯”新人奖
- 《罗祖蚕娘》获金鹰奖最佳音乐片奖
- 《龙船调》获“五个一”工程奖